# فيلادلفيا (عمان)
فيلادلفيا (الإغريقية: Φιλαδέλφεια ) كانت مدينة تاريخية تقع في جنوب بلاد الشام، وكانت جزءًا من الممالك اليونانية والنبطية والرومانية والبيزنطية بين القرن الثالث قبل الميلاد والقرن السابع الميلادي. ومع بداية العصر الإسلامي، استعادت المدينة اسمها القديم عمّان، لتصبح في نهاية المطاف عاصمة الأردن. كانت فيلادلفيا في البداية متمركزة حول تلة القلعة، ثم امتدت لاحقًا إلى الوادي القريب، حيث كان يتدفق مجرى مائي.
حوالي عام 255 قبل الميلاد، استولى بطليموس الثاني، الحاكم اليوناني المقدوني لمصر، على ربة عمّان، وأعاد بناءها وأطلق عليها اسم فيلادلفيا تكريمًا لاسمه المستعار - وهو تغيير في الاسم تجاهلته المصادر المعاصرة في الغالب. ازدادت أهمية المدينة عندما أصبحت حدودًا في الحروب السورية، حيث كانت تتبادل السيطرة بشكل متكرر بين الإمبراطوريتين البطلمية والسلوقية. بحلول أوائل القرن الثاني قبل الميلاد، أصبحت فيلادلفيا جزءًا من مملكة الأنباط، حيث كان هناك مجتمع عربي نبطي كبير يقيم في المدينة قبل وبعد حكم المملكة.
غزا الرومان بقيادة بومبي فيلادلفيا في عام 63 قبل الميلاد، وأصبحت مدينة كاملة مع المؤسسات المدنية وحقوق سك العملة، ودُمجَت في حلف المدن العشرة، وهي رابطة إقليمية للمدن. في عام 106 م، دُمجَت فيلادلفيا في مقاطعة العربية البتراء الرومانية، وأصبحت محطة مهمة على طول طريق ترايانا نوفا. ازدهرت المدينة في القرن الثاني، حيث بُنيَت على الطراز الروماني الكلاسيكي مع مسرح، وسبيل الحوريات، ومعبد رئيس (جبل القلعة) في الأكروبوليس، وشبكة من الشوارع ذات الأعمدة.
خضعت المدينة لسيطرة الإمبراطورية البيزنطية في القرن الرابع، وبُنيَت العديد من الكنائس فيها. سرعان ما تضررت فيلادلفيا بسبب زلزال الجليل عام 363 م. في ثلاثينيات القرن السابع، غزت الخلافة الراشدة بلاد الشام، وأعادت الاسم السامي والقدين لفيلادلفيا، وهو عمّان، معلنة بذلك بداية العصر الإسلامي. وظل المسيحيون في المنطقة يمارسون شعائرهم الدينية بحرية، ويطلقون على المدينة اسم فيلادلفيا حتى القرن الثامن على الأقل.

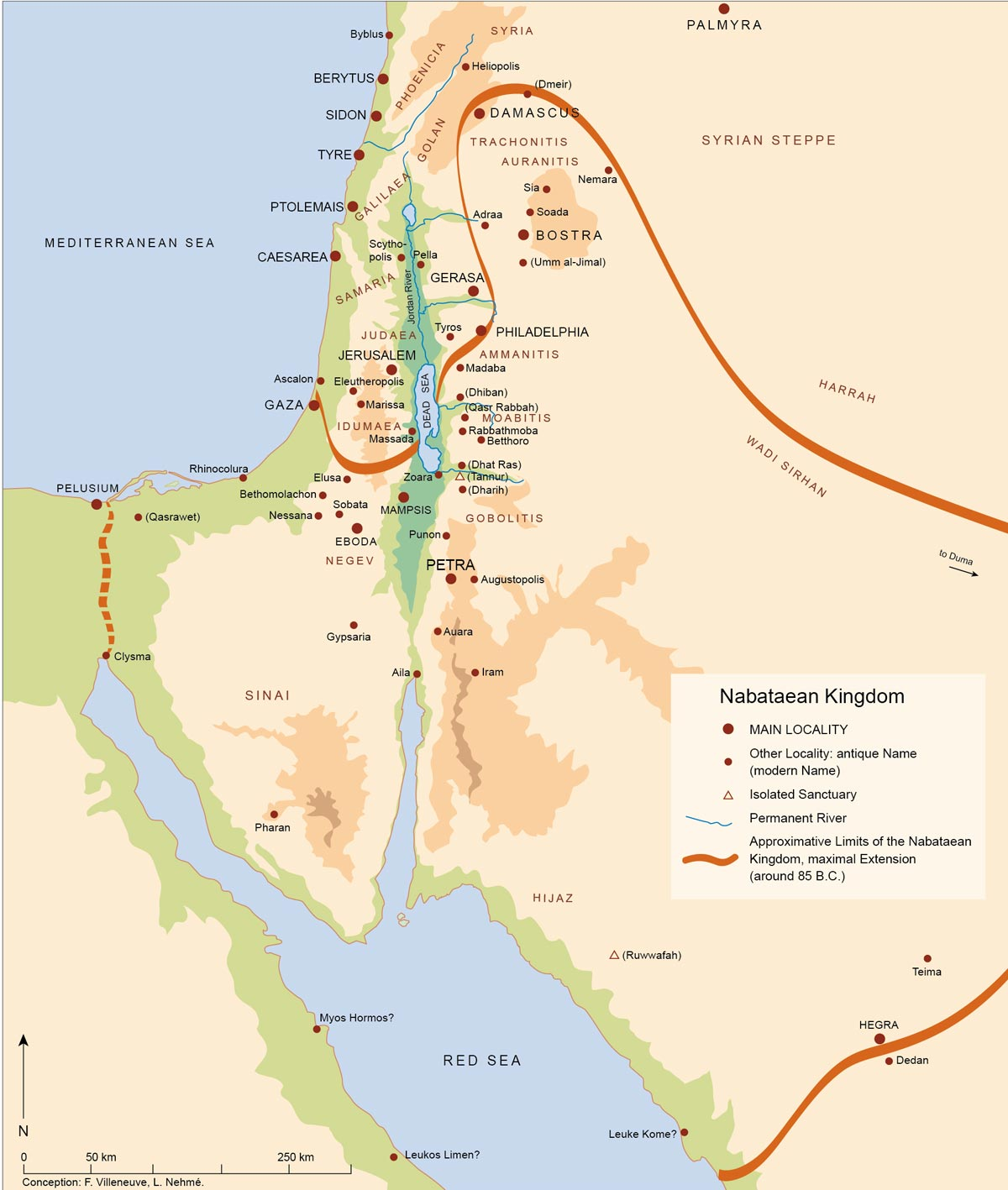
أكبر امتداد لمملكة الأنباط حوالي عام 85 قبل الميلاد

## طالع أيضًا
- عمون
- سيل عمان
- قلعة عمان
- وسط مدينة عمان